# Mari (kommun)
Mari är en kommun i Brasilien.   Den ligger i delstaten Paraíba, i den östra delen av landet, 1 700 km nordost om huvudstaden Brasília. Antalet invånare är 21 173. Arean är 155 kvadratkilometer.
Terrängen i Mari är platt.
Följande samhällen finns i Mari:
- Mari

Omgivningarna runt Mari är en mosaik av jordbruksmark och naturlig växtlighet. Runt Mari är det ganska tätbefolkat, med 144 invånare per kvadratkilometer.